# A Change Is Gonna Come
«A Change Is Gonna Come» — пісня Сема Кука, що стала одним з неофіційних гімнів руху за права чорношкірих в США . За результатами опитування відомих музикантів журналом Rolling Stone 2004 року посіла 12-е місце у списку 500 найкращих пісень усіх часів за версією журналу Rolling Stone.
Повільна, урочиста балада на тему прийдешніх змін має мало спільного з оптимістичними, веселими мелодіями, які зробили Кука знаменитим. Кук написав пісню незабаром після смерті 18-місячного сина і арешту, що відбувся після спроби його колективу зупинитися на ніч в готелі «тільки для білих». За деякими відомостями, пісня замислювалася як своєрідна відповідь на старозавітну образність пісні Боба Ділана Blowin 'in the Wind , яка сприймалася багатьма як коментар з приводу помітних змін в американському суспільстві .
Запис відбувся в передріздвяний тиждень, 21 грудня 1963 року. На другий тиждень після вбивства Сема Кука, яке сколихнуло чорношкіру Америку, пісню A Change Is Gonna Come 22 грудня 1964 року було випущено як своєрідну епітафію у вигляді синглу (на стороні «B»; на боці «A» знаходиться пісня Shake). Вона не стала хітом і рідко звучала в радіоефірі (через тривалі суперечки між лейблами), проте регулярно виконувалася на урочистих для афроамериканського співтовариства подіях. Наприклад, в 1965 році під звуки «A Change Is Gonna Come» проходили похорони чорношкірого активіста Малколма Ікса.
В 2000 році сингл був включений в Зал слави премії «Греммі».

Після оголошення про перемогу Барака Обами на президентських виборах 2008 року, він звернувся до своїх прибічників, що зібралися у Чикаго, з промовою що починалася першими рядками з пісні Кука: 
«It's been a long time coming, but tonight, because of what we did on this day, in this election, at this defining moment, change has come to America.»

## Найбільш відомі записи
- Виконання Семом Куком [Архівовано 10 січня 2019 у Wayback Machine.]
- Виконання Отісом Реддінгом [Архівовано 12 листопада 2018 у Wayback Machine.] (1965)
- Виконання Аретой Франклін [Архівовано 8 січня 2019 у Wayback Machine.] (1967)
- Виконання Лорін Хілл [Архівовано 18 грудня 2021 у Wayback Machine.]
- Виконання Шіло [Архівовано 17 січня 2019 у Wayback Machine.]
- Виконання Greta Van Fleet [Архівовано 16 грудня 2018 у Wayback Machine.]